# براندان ماكمانوس
براندان ماكمانوس (بالإنجليزية: Brendan McManus)‏ (2 ديسمبر 1923 في المملكة المتحدة - 1 سبتمبر 2010 بأولدهام في المملكة المتحدة) هو لاعب كرة قدم بريطاني (وحمل سابقاً جنسية المملكة المتحدة لبريطانيا العظمى وأيرلندا) في مركز حراسة المرمى. لعب مع أولدهام أثلتيك وبرادفورد سيتي وهدرسفيلد تاون ونادي سكاربورو وفريكلي أثلتيك ‏ وNewry City F.C. ‏.